# Ferranti Mercury
El Ferranti Mercury fou un ordinador comercial dissenyat a mitjans de la dècada dels 60 per Ferranti. Aquest va ser el succesor del Ferranti Mark 1, al qual se li va afegir una unitat de punt flotant per millorar el seu acompliment. Així mateix, es va millorar la confiabilitat substituint la memoria de tub Williams per una memoria de nuclis magnètics i substituint molts components valvulars per unitats d'estat sòlid.
L'ordinador tenia unes 2000 vàlvules (principalment del tipus pèntode CV2179/A2134, pèntode EL81 i tríodes dobles CV2493/ECC88), i 2000 díodes de germani. Es van vendre dinou unitats abans que Ferranti avancés cap nous models.

## Història
Quan el Mark I començà a funcionar al 1951, la seva confiabilitat era molt dolenta. La principal preocupació era la memòria del tambor, que es trencava sovint.
D'altra banda, la màquina tenia 4.200 vàlvules termiòniques, principalment pèntodes EF50 i díodes, que havien de ser substituïts constantment durant la seva operació. Els tubs Williams, usats en aquella època com dispositius de memòria aleatòria i registres, eren confiables però requerien també d'un manteniment constant. Tan aviat com el sistema s'encenia, havia d'haver un equip de persones que solucionés els seus desperfectes.
Un equip d'enginyers va decidir produir un sistema molt més petit i amb millor efectivitat, transistoritzada completament. Funcionà per primer cop al novembre de 1953 i es creu que fou el primer ordinador completament transistoritzat completament. Metropolitan-Vickers després la fabricà per la venda comercial sota el com de Metrovick 950, venent set d'elles.

### Protòtip: Meg
Un altre equip tècnic, que incloïa als principals dissenyadors del Mark I, començà a dissenyar un ordinador molt similar al Mark I original, però substituint les vàlvules utilitzades com a díodes amb díodes d'estat sòlid. En aquesta època,els ordinadors s'utilitzaven quasi sempre a les tasques científiques, pel que van decidir afegir una unitat de punt flotant per millorar molt l'acompliment en aquest tipus de càlcul. L'ordinador havia de funcionar a 1 MHz, vuit vegades més ràpida que els 125 kHz de la Mark I, pel que el van batejar com "màquina megacicle" i, eventualment, amb el col·loquial "Meg" (un nom de dona).
Meg va funcionar per primer al Maig de 1954. L'ús dels díodes d'estat sòlid va reduir la quantitat de vàlvules a més de la meitat. Això provoca que es caiguin també els seus requeriments de potència elèctrica des dels 25 kW del Mark I als 12 kW del Meg. Al igual que la seva predecessora, Meg estava basada en una WORD curta de 10 bits, que combinava dos WORD per formar una direcció de 20 bits i quatre per conformar un integral de 40 bits. Aquest era el resultat de les propietats físiques dels tubs Williams, que eren empresos per fer vuit línies B, o en terminologia actual, registres acumulador/índex. Meg podia multiplicar dues integrals en uns 60 mil·lisegons. La unitat de punt flotante feia servir tres WORD per una mantissa de 30 bits, i una altra com un exponent de 10 bit. Podia sumar dos números de puntos flotant en uns 180 microsegons, i multiplicar-los en 360µs.

## Versió comercial: Mercury
Ferranti, que havia construït la Mark I per a les universitats, continuà desenvolupant el protòtip Meg fins a aconseguir el disseny Mercury. El canvi principal fou substituir Els tubs Williams per memòria nucli. Encara que tenía un temps menor d'accés (amb al voltant de 10µs per una WORD curta de 10-bit) el sistema no requeria de manteniment, la qual cosa era considerablemente més important pels usuaris comercials. S'incorporàven 1024x40 bits de memòria de nucli, recolzats per quatre tambors, cadascun emmagatzemant 4096x40 bits.
Gran part de la informació del hardware del Mercury i del sistema de programació Autocode s'inclou en un manual d'autocode descarregable.
El primer dels 19 ordinadors fabricats es va lliurar a l'agost de 1957. La Universitat de Manchester va rebre un d'aquests al febrer de 1958. Tant el CERN de Ginebra com l'Establiment d'Energia Atómica en Harwell van rebre els seus ordinadors al 1958. La Universitat de Buenos Aires va rebre un al 1960, el qual fou batejat com Clementina.